# Cody Stevenson
Cody Stevenson (* 8. Juni 1980 in Wentworth Falls, New South Wales, Australien) ist ein australischer Radrennfahrer. Er gewann die sechste Etappe der Ungarn-Rundfahrt 2004.

## Erfolge
2004
- eine Etappe Tour de Hongrie

2009
- Mannschaftszeitfahren Tour of Wellington
- Mannschaftszeitfahren Tour de Singkarak

## Teams
- 2003 Team Down Under
- 2004 Cyclingnews.com
- 2005 Cyclingnews.com
- 2006 FRF Couriers-Caravello
- 2007 Jittery Joe’s
- 2008 Jittery Joe’s
- 2009 Team Budget Forklifts
- 2010 Adageo Energy